# Pablo Pintos (cyclisme)
Pour le footballeur uruguayen, voir Pablo Pintos. Pour les homonymes, voir Pintos.
Pintos  Rodríguez est un nom espagnol. Le premier nom de famille, en général paternel, est Pintos ; le second, en général maternel, souvent omis, est Rodríguez.
Pablo Pintos Rodríguez, né le 12 août 1979, à Melo, est un coureur cycliste uruguayen.

## Biographie
Pablo Pintos a notamment remporté plusieurs étapes de la Rutas de América dans les années 2000. Il est également devenu champion d'Uruguay sur route en 2010.
Lors de la Rutas de América 2012, il est contrôlé positif à l'EPO. L'UCI le suspend pour une durée de deux ans, jusqu'au 29 mai 2014.

## Palmarès et résultats

### Palmarès par année
- 2006
  - 5e étape de la Rutas de América
- 2008
  - 6e et 10e étapes de la Rutas de América
- 2009
  - 2e de la Vuelta a los Puentes del Santa Lucía
  - 3e du championnat d'Uruguay sur route
- 2010
  -  Champion d'Uruguay sur route
- 2012
  - 3e du championnat d'Uruguay sur route
- 2021
  - 3e du championnat d'Uruguay sur route
- 2022
  - 1re étape de la Rutas de América (contre-la-montre par équipes)

### Classements mondiaux
| Année            | 2005 | 2006 | 2007 | 2008 | 2009 | 2010 | 2011 | 2012 | 2013 | 2014 | 2015 | 2016 | 2017 | 2018 | 2019 | 2020 | 2021 |
| ---------------- | ---- | ---- | ---- | ---- | ---- | ---- | ---- | ---- | ---- | ---- | ---- | ---- | ---- | ---- | ---- | ---- | ---- |
| UCI America Tour | 317e |      |      |      | 374e | 294e |      |      |      |      |      |      |      |      |      |      | 229e |